# Hanky Leatemia
Hendrik Frans Simon James (Hanky) Leatemia (Winterswijk, 13 juli 1966) is een Nederlands voormalig zaal- en veldvoetballer. 

## Spelersloopbaan
Leatemia speelde in de jeugd voor SKVW, RKTVC, TEC VV en Standard Luik. In het seizoen 1986/87 speelde hij eenmaal voor FC Groningen in de thuiswedstrijd tegen HFC Haarlem. Aansluitend speelde hij tot 1989 in totaal 22 wedstrijden (2 doelpunten) voor N.E.C.. Daarna ging hij weer voor TEC VV spelen.
In het zaalvoetbal was Leatemia erg succesvol. Hij kwam uit voor de Molukse Sport Vereniging (Tiel), Schoenenreus (Veghel), Bunga Melati (Tilburg), LZV Kupers (Lichtenvoorde), MC Lommel (Belgie) en Kw-Ritmo. Voor het Nederlands zaalvoetbalteam speelde hij 112 interlands en was actief op de wereldkampioenschappen in 1992, 1996 en 2000 en de Europees kampioenschappen in 1996, 1999 en 2001. In 2012 werd hij door de KNVB tot bondsridder benoemd.

## Trainersloopbaan
Sinds 2010 trainde Leatemia het eerste zondagelftal van TEC VV waarmee hij van de derde klasse naar de Hoofdklasse promoveerde. In het seizoen 2015-2016 was hij assistent-trainer bij FC Den Bosch, maar dit contract werd na een jaar beëindigd. Het seizoen erna trainde hij het eerste team van RKTVC, waar hij eerder al als jeugdtrainer begonnen was. Medio 2017 stopte hij bij RKTVC en in het seizoen 2017/18 traint hij de A-jeugd van FC Den Bosch. Vanaf het seizoen 2017/18 wordt Laetemia hoofdtrainer van Theole. Vanaf medio 2021 traint hij het eerste elftal van SV Spero uit Elst.